# Tokaikko Junjō
Singles de Cute
Meguru Koi no Kisetsu
(2007) Lalala Shiawase no Uta
(2008)
 Tokaikko Junjō  (都会っ子 純情) est le 3e single "major" et 7e single au total du groupe de J-pop Cute, sorti le 17 octobre 2007 au Japon sur le label zetima, écrit et produit par Tsunku. Il atteint la 3e place du classement Oricon. 
Sortent aussi une édition limitée du single avec un DVD bonus, et une version "Single V" (vidéo). Une édition spéciale "event V" sera vendue lors de prestations du groupe.  
La chanson-titre figurera sur le 3e album du groupe, 3rd ~Love Escalation!~.

## Membres
- Maimi Yajima
- Erika Umeda
- Saki Nakajima
- Airi Suzuki
- Chisato Okai
- Mai Hagiwara
- Kanna Arihara

## Titres
Single CD
1. Tokaikko Junjō (都会っ子 純情?)
2. Shiritsu Kyōgaku (私立共学?)
3. Tokaikko Junjō (都会っ子 純情?) (instrumental)

Single V (DVD)
1. Tokaikko Junjō (都会っ子 純情?)
2. Tokaikko Junjō (都会っ子 純情?) (Dance Shot Ver.)
3. Making of (メイキング映像?)

DVD de l'édition limitée
1. Interview (インタビュー?)
2. °C-ute Cutie Circuit 2007 ~MAGICAL CUTIE TOUR & 9gatsu 10ka wa °C-ute no Hi~ Digest "Meguru Koi no Kisetsu" (ダイジェスト めぐる恋の季節?)

DVD de l'édition "event V"
1. Interview (インタビュー?)
2. Tokaikko Junjō (Live Ver.) ~2007.09.30 at Yokohama BLITZ ~Yoru Kouen no Moyou wo Shuuroku~ (~夜公演の模様を収録~?)
3. Tokaikko Junjō (都会っ子 純情?) (Close-up Ver.)